# Erkan Sağlık
Erkan Sağlık (Göteborg, 19 agosto 1985) è un calciatore svedese, difensore del Västra Frölunda.

## Carriera

### Club
Sağlık cominciò la carriera con la maglia del Västra Frölunda, per poi passare in prestito al Göteborg nel 2005. Con questa maglia, debuttò nell'Allsvenskan: il 26 settembre dello stesso anno, infatti, subentrò a Martin Ulander nella vittoria per 2-1 sul Malmö.
Seguirono quattro stagioni al GIF Sundsvall, per poi passare ai turchi del Kocaelispor. Nel 2010, fu messo sotto contratto dai norvegesi del Nybergsund-Trysil, disputando il primo incontro con questa maglia il 5 settembre: sostituì Remond Mendy nella sconfitta per 0-1 contro l'Alta.
Nel 2011 fu ingaggiato dal Syrianska. In seguito, militò nelle file dell'Emirates e dell'Al Salmiya. Nel 2013 passò al Varberg, con cui collezionò complessivamente 27 presenze in Superettan fino al mancato rinnovo al termine della stagione 2014. Durante la parentesi al Varberg, nell'estate 2013, fu nominato al tempo stesso presidente del Västra Frölunda, il club in cui era cresciuto ma che nel frattempo era sceso in quinta serie.
Nel 2015 tornò a giocare proprio nel Västra Frölunda, pur mantenendo gli incarichi dirigenziali assunti in precedenza.